# André Brissaud
Pour les articles homonymes, voir Brissaud.
André Brissaud, né le 14 avril 1920 à Épernay et mort à Suresnes le 11 avril 1996, est un écrivain, historien et journaliste français.

## Biographie
André Brissaud est journaliste à Combat de 1949 à 1950 et au Parisien libéré de 1950 à 1971.
Son passé d'ancien milicien n'a été révélé qu'en 2022.
Il a appartenu au comité d'honneur de l'Institut d'études occidentales, et du comité de patronage de Nouvelle École.

## Publications
- Les Américains de Kennedy, texte de présentation d'André Maurois, La Table ronde, Paris, 1962[4]
- La Dernière année de Vichy (1943-1944), préface de Robert Aron, Librairie Académique Perrin, Paris, 1965
- Pétain à Sigmaringen, de Vichy à la Haute Cour, Librairie Académique Perrin, Paris, 1966
- Hitler et l'ordre noir, Paris, Librairie Académique Perrin, 1969
- Canaris. Le petit amiral, prince de l'espionnage allemand (1887-1945), Paris, Librairie Académique Perrin, 1970
- La tragédie de Vérone, Paris, Librairie Académique Perrin, 1971
- Histoire du Service Secret Nazi, Paris, Plon, 1972
- Staline. 30 millions de morts pour un empire, Lattès, Paris 1974
- Les agents de Lucifer, Paris, Librairie Académique Perrin, 1975[5]
- Mussolini, Librairie Académique Perrin, Paris, 1983[6]
  - Tome 1, La Montée du fascisme[7]
  - Tome 2, La Folie du pouvoir[8]
  - Tome 3, L'agonie au bord des lacs

## Distinctions
- Prix Henri Malherbe en 1968, remis par l’Association des écrivains combattants[9]